# 瑞芬太尼
瑞芬太尼（英語：remifentanil）是一種強效、短效的合成阿片類鎮痛藥。它在手術期間給予患者以減輕疼痛并作為麻醉劑的輔助手段。瑞芬太尼用於鎮靜以及與其他藥物聯合用於全身麻醉。由於瑞芬太尼與多種安眠藥和揮發性麻醉藥之間的協同作用，瑞芬太尼的使用使得大劑量阿片類藥物和小劑量催眠麻醉的使用成為可能。

## 臨床應用
瑞芬太尼作為阿片類鎮痛藥，起效快，恢復快。它已在開顱手術、脊柱手術、心臟手術和胃繞道手術中得到有效應用。雖然阿片類藥物的作用相似，但在鎮痛方面，瑞芬太尼的藥代動力學允許更快的術後恢復。

## 使用
它以鹽酸鹽的形式給藥，在成人中以靜脈注射的形式給藥，劑量範圍為0.1-0.5 µg/kg·min。兒童可能需要更高的輸注速率（高達1.0 µg/kg·min）。臨床上可行的鎮靜輸注速率為 0.025–0.1 µg/kg·min（根據患者年齡、疾病嚴重程度和外科手術的侵入性調整速率）。少量其他鎮靜藥物通常與瑞芬太尼共同給藥以產生鎮靜作用。臨床上有用的全身麻醉輸注速率各不相同，但通常為 0.1–1 µg/kg·min。
瑞芬太尼可作為全靜脈麻醉（TIVA）技術的一部分，在靶控輸注（TCI）的過程中使用計算機控制的輸液泵進行給藥。目標血漿濃度以ng/mL的形式輸入輸液泵，輸液泵根據年齡和體重等患者因素計算其輸注速率。通常使用40 ng/mL的誘導水平，但通常在3-8 ng/mL之間變化。對於某些產生特別強烈刺激的外科手術，可能需要高達15 ng/mL的水平。瑞芬太尼相對較短的環境敏感半衰期允許快速達到所需的血漿水平，且出於相同原因恢復也很快。這使得瑞芬太尼可用於剖宮產等特殊情況。
瑞芬太尼環境敏感的短半衰期使其成為短期劇烈疼痛的理想選擇。因此，它已成功用於分娩鎮痛；然而其不如硬脊膜外麻醉有效。
瑞芬太尼與丙泊酚聯用可於接受電痙攣療法的患者的麻醉。

## 代謝
瑞芬太尼被認為是一種代謝性軟藥物，一種可迅速代謝為無活性形式的藥物。與其他經肝臟代謝的合成阿片類藥物不同，瑞芬太尼具有酯鍵，可被非特異性組織和血漿酯酶快速水解。這意味著瑞芬太尼不會發生蓄積，並且其環境敏感的半衰期在輸注4小時後仍保持在4分鐘。
瑞芬太尼會被代謝成一種化合物（瑞芬太尼酸），其效果是母體化合物的1/4600。
由於其新陳代謝快、作用時間短，瑞芬太尼在麻醉方面有新的可能性。當瑞芬太尼與安眠藥一起使用時，可以使用相對較高的劑量。這是因為在輸注結束後，瑞芬太尼會迅速從血漿中消除，因此即使經過很長時間的輸注，藥物的作用也會很快消散。由於瑞芬太尼與安眠藥（如丙泊酚）之間的協同作用，安眠藥劑量可以大大減少。這通常會導致手術期間的血液動力學穩定性更高，術後恢復時間更快。

## 副作用
瑞芬太尼是一種特定的μ-受體激動劑。因此，它會導致交感神經系統張力降低、呼吸抑制和鎮痛。該藥物的作用包括劑量依賴性降低心率和動脈壓以及呼吸頻率和潮氣量。有時會出現肌肉僵直。
接受這種藥物治療的患者報告的最常見副作用是極度頭暈（通常是短暫的，這是芬太尼和阿芬太尼等其他速效合成苯基哌啶麻醉劑的常見副作用）和劇烈瘙癢，通常在臉部周圍。這些副作用通常通過改變給藥劑量（減少或在某些情況下增加劑量）或通過給予其他鎮靜劑使患者能夠耐受或失去對副作用的認識來控制。
由於瘙癢的部分原因是血清組胺水平過高，因此通常同時服用苯海拉明等抗組胺藥。然而，這樣做要小心，因為可能會出現過度鎮靜。
噁心可作為瑞芬太尼的副作用發生，然而由於藥物的半衰期短，一旦輸注終止，它會迅速從患者的循環系統中清除，因此通常是短暫的。

## 效果
比較其在通氣患者中的鎮痛鎮靜效果，瑞芬太尼可能優於嗎啡但不優於芬太尼。

## 潛在濫用
瑞芬太尼是一種μ-受體激動劑，其作用類似於其他μ-受體激動劑，如嗎啡和可待因，它會引起欣快感並有可能被濫用。然而由於其快速代謝和短效半衰期，濫用的可能性非常低。儘管如此，還是有瑞芬太尼濫用的記錄。

## 開發與銷售
在開發瑞芬太尼之前，大多數短效催眠藥都面臨長期使用的問題，其中的積累會在術後恢復期間產生難以恢復的不利影響。 瑞芬太尼作為一種強效麻醉劑，具有超短且可預測的持續時間，不會出現蓄積問題。
瑞芬太尼取得葛蘭素史克公司的專利並於1996年7月12日取得FDA批准。其專利於2017年9月10日終止。

## 法規
在香港，瑞芬太尼受到第134章《危險藥物條例》附表1的管制。它只能由衛生專業人員合法使用和用於大學研究目的。 該物質可由藥劑師根據處方給予。任何在沒有處方的情況下提供該物質的人都將被罰款10,000港幣。販運或製造該物質的處罰是5,000,000港幣罰款和無期徒刑。未經衛生署許可而持有該物質用於消費是違法的，可處以1,000,000港幣的罰款和/或7年的監禁。

## 外部連結
- . Drug Information Portal. U.S. National Library of Medicine.   [2023-04-03]. （原始内容存档于2022-10-07）.
- . Drug Information Portal. U.S. National Library of Medicine.   [2023-04-03]. （原始内容存档于2021-08-29）.